# I Can Eat Glass

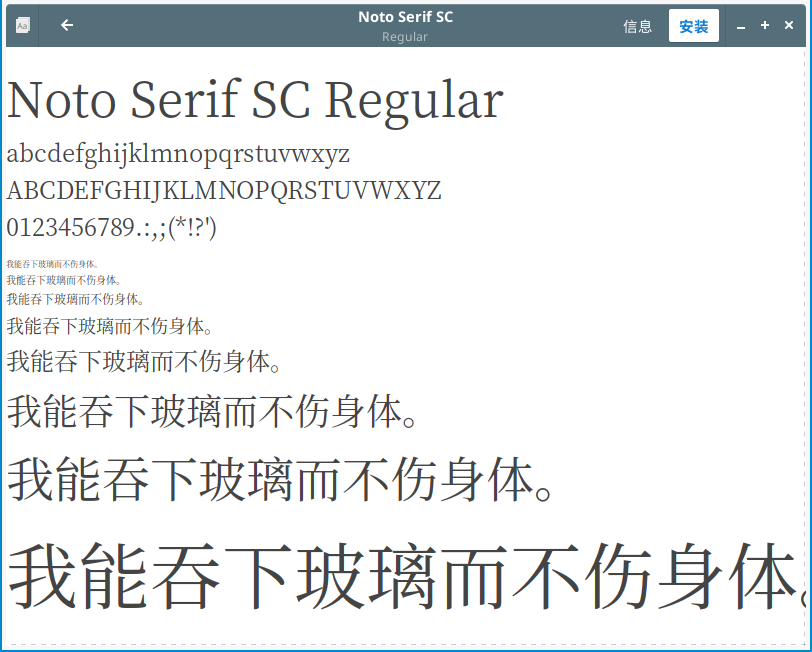
Traducerea în chineză simplificată a textului „I can eat glass, it does not hurt me” este folosită ca text de exemplu în GNOME Font Viewer.

I Can Eat Glass a fost un site web creat la mijlocul anilor 1990 care a colectat peste 150 de traduceri ale frazei „I can eat glass, it does not hurt me” (Pot mânca sticlă, nu mă doare). Ethan Mollick, pe atunci student la Harvard, a ales fraza neortodoxă deoarece credea că vizitatorii țărilor străine învață de obicei fraze comune în limba străină, precum „unde este baia?”, care dezvăluie instantaneu că sunt turiști. „Dar, dacă cineva spune „Pot mânca sticlă, nu mă doare”, vei fi privit ca un nativ nebun și tratat cu demnitate și respect”, a explicat Mollick. El a descris Proiectul I Can Eat Glass drept «o provocare pentru spiritul uman» și l-a comparat cu programul Apollo și Canalul Panama.
Site-ul conținea o hartă a lumii care dezvăluia traduceri detaliate în limba locală a zonei pe care utilizatorul făcea clic. A fost publicat în presă în 1996. Pagina originală a lui Mollick a dispărut în iunie 2004 sau în jurul acestei date, dar fraza a continuat ca exemplu absurd în lingvistică. Proiectul este găzduit pe site-ul actual al The Immediate Gratification Players⁠(d), un grup studențesc de comedie improvizată din care Mollick făcea parte și care găzduia site-ul original.
Proiectul a luat o amploare considerabilă, deoarece internauții au fost invitați să trimită traduceri. Fraza a fost tradusă în peste 150 de limbi, inclusiv unele fictive sau inventate, precum și în coduri din diverse limbaje informatice. Ea a devenit un meme pe internet.